# Wendell Meredith Stanley

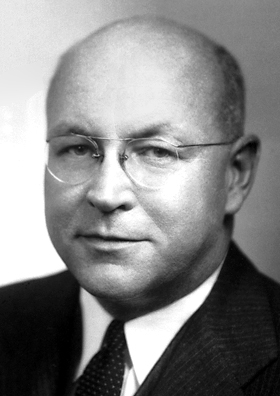
Wendell Meredith Stanley, vor 1947

Wendell Meredith Stanley (* 16. August 1904 in Ridgeville, Indiana; † 15. Juni 1971 in Salamanca, Spanien) war ein US-amerikanischer Chemiker, Biochemiker und Virologe.
Stanley gelang erstmals der eindeutige lichtmikroskopische Nachweis von Viren, als er Tabakmosaikviren zu kristallisieren vermochte. Zuvor war nur bekannt, dass es sehr kleine Krankheitserreger geben musste, die von den üblichen Bakterienfiltern nicht abfiltriert werden konnten. Über seine Erkenntnisse berichtete er am 28. Juni 1935 im US-Wissenschaftsmagazin Science.
1946 erhielten er und John Howard Northrop den geteilten Nobelpreis für Chemie für ihre Darstellung von Enzymen und Virus-Proteinen in reiner Form, während James Batcheller Sumner die Auszeichnung für seine Entdeckung der Kristallisierbarkeit von Enzymen erhielt. 1940 wurde Stanley in die American Philosophical Society, 1941 in die National Academy of Sciences und 1949 in die American Academy of Arts and Sciences gewählt. 1970 wurde er auswärtiges Mitglied der Académie des sciences.
1948 wurde er Professor für Biochemie an der University of California, Berkeley.